# Aleksander Grad
Aleksander Grad (Łosiniec; 1 de Maio de 1962 — ) é um político da Polónia. Ele foi eleito para a Sejm em 25 de Setembro de 2005 com 13680 votos em 15 no distrito de Tarnów, candidato pelas listas do partido Platforma Obywatelska.
Ele também foi membro da Sejm 2001-2005.